# Dihydrothymidin
Dihydrothymidin (genauer Desoxydihydrothymidin) ist ein seltenes Nukleosid (ein organisches Molekül). Es besteht aus der β-D-Desoxyribofuranose (Zucker) und dem Dihydrothymin. Es ist ein Derivat des Thymidins.

## Gewinnung und Darstellung
Dihydrothymidin kann durch katalytische Reduktion von Thymidin gewonnen werden.

## Eigenschaften
Dihydrothymidin existiert nur als einzelnes Distereoisomer, besitzt eine halb-sesselförmige Konfiguration und eine Kristallstruktur mit der Raumgruppe P212121 (Raumgruppen-Nr. 19).